# Barrow (Suffolk)
Barrow is een civil parish in het bestuurlijke gebied West Suffolk, in het Engelse graafschap Suffolk met 1.429 inwoners.

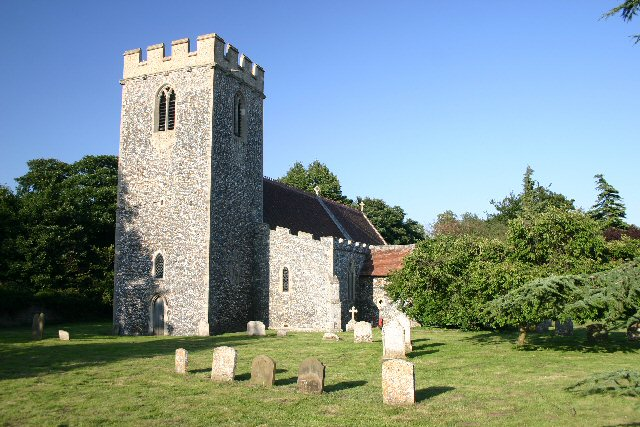
All Saints